# Фиц, Грегор
Пауль Грегор Фиц (нем. Paul Gregor Vietz; 26 июня 1890, Берлин — неизвестно) — немецкий легкоатлет, выступавший в беге на средние и длинные дистанции, марафонском беге и кроссе. Участник летних Олимпийских игр 1912 года.

## Биография
Грегор Фиц родился 26 июня 1890 года в немецком городе Шверин-ан-дер-Варт (сейчас Сквежина в Польше).
Выступал в легкоатлетических соревнованиях за Берлинский атлетический клуб. Трижды становился чемпионом Германии — в 1912 году в беге на 7500 метров, в 1920—1921 годах — в беге на 10 000 метров. В составе Берлинского атлетического клуба также в 1920—1921 годах выиграл командный чемпионат страны по кроссу.
В 1912 году вошёл в состав сборной Германии на летних Олимпийских играх в Стокгольме. В беге на 5000 и 10 000 метров не смог завершить полуфинальные забеги. В командном беге на 3000 метров команда Германии, за которую также выступали Эрвин фон Зигель, Георг Амбергер и Георг Миклер, проиграла в полуфинале сборной Швеции. В кроссе на дистанцию около 12 км занял 27-е место, показав результат 54 минуты 40,6 секунды и уступив 9 минут 29 секунд завоевавшему золото Ханнесу Колехмайнену из Финляндии.
В 1913 и 1922 годах был победителем Пражского марафона.
Работал мастером-каменщиком.
Дата смерти неизвестна.

## Личные рекорды
- Бег на 3000 метров — 9.23,0 (1920)[1]
- Бег на 5000 метров — 16.03,0 (31 августа 1913, Берлин)[1][6]
- Бег на 10 000 метров — 33.16,0 (3 октября 1920, Берлин)[1][6]